# Love?
Love? је седми студијски албум америчке певачице Џенифер Лопез. Објављен је 29. априла 2011. преко Ајленд рекордса. Албум је сниман т5оком трудноће Џенифер Лопез са близанцима Емом и Максом, због чега је изјавила да је Love? њен најособнији албум до тада, узимајући инспирацију из рођења близанаца и њених искустава из љубави. Снимање албума почело је 2009. године, а оригинални датум изласка пројекта био је у јануару 2010. године, започет од стране Епик рекордса, што се поклапало са снимањем Лопезиног филма План повратка.